# Siggnäs sund
Siggnäs sund är ett sund i Finland. Det ligger i Pargas stad i landskapet Egentliga Finland, i den sydvästra delen av landet, 140 km väster om huvudstaden Helsingfors.
Siggnäs sund ligger mellan Lielaxön i norr och Lemlaxön i söder. Den övergår i Pito sund i väster och ansluter till Pemarfjärden i öster.